# Olga Kalicka
Olga Kalicka (ur. 4 sierpnia 1993 w Piasecznie) – polska aktorka filmowa i teatralna.

## Wczesne lata
Jest córką Danuty i Andrzeja Kalickich. Wychowywała się w Piasecznie.
Ukończyła studia na Wydziale Aktorskim Akademii Teatralnej im. Aleksandra Zelwerowicza w Warszawie.

## Kariera aktorska
W wieku siedmiu lat debiutowała w występach scenicznych zespołu „Tintilo” działającego przy warszawskim Teatrze Rampa. Wystąpiła m.in. w spektaklach Ania z Zielonego Wzgórza, Dziewczyna i chłopak, czyli heca na 14 fajerek czy W cieniu. Uczęszczała do Autorskiej Szkoły Musicalowej Macieja Pawłowskiego działającej przy warszawskim Teatrze Muzycznym „Roma”, w której zagrała księżniczkę Jasminę w musicalu Aladyn JR w reżyserii Wojciecha Kępczyńskiego.
Rozpoznawalność przyniosła jej rola Magdy w serialu Rodzinka.pl (2011–2020). Grała w kilku serialach obyczajowych (m.in. Plebania, Prosto w serce, Singielka czy M jak miłość). Pojawiała się również w serialach takich jak: Niania, Ojciec Mateusz czy Prawo Agaty. W 2016 wystąpiła w swojej pierwszej zagranicznej produkcji – niemieckim serialu Der Usedom-Krimi, a w 2018 zagrała Marynę Mniszchównę w rosyjskim serialu historycznym Godunow Prodołżenije.

Na dużym ekranie zadebiutowała w 2011 w filmie Andrzeja Barańskiego Księstwo. Wystąpiła w filmie Wkręceni 2 (2015), a w 2020 zagrała jedną z głównych ról w filmie Dziewczyny z Dubaju.

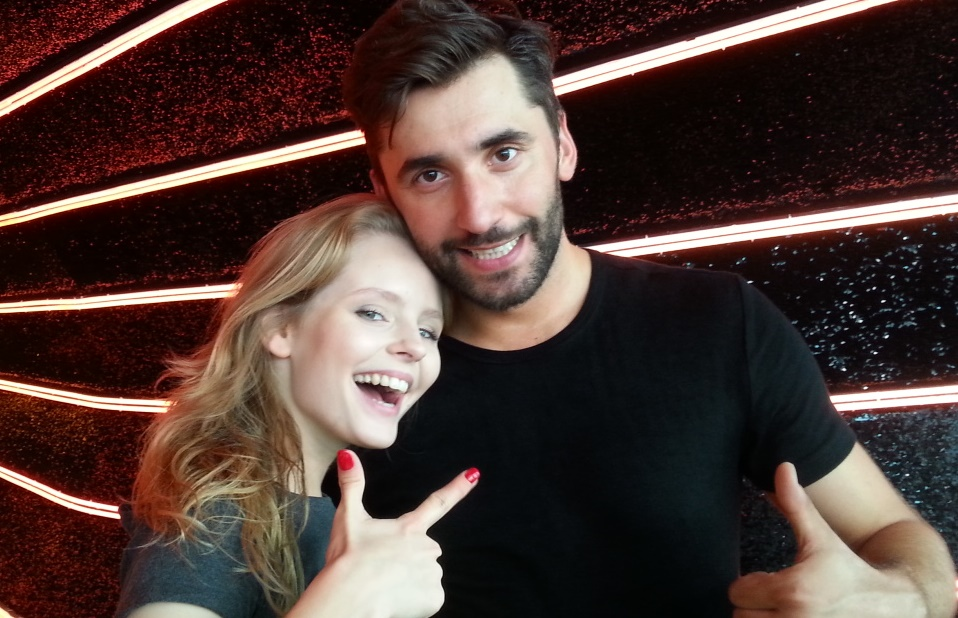
Olga Kalicka i Rafał Maserak na planie programu Dancing with the Stars. Taniec z gwiazdami, 2016

Od 2018 jest etatową aktorką warszawskiego Teatru Kwadrat, a także współpracuje z teatrami: Komedia, Capitol, Rampa i Palladium. Za kreację w spektaklu Pibloktoq. Piosenki Marii Peszek otrzymała wyróżnienie na 35. Festiwalu Szkół Teatralnych w Łodzi (2017).

## Kariera pozaaktorska
Była finalistką szóstej, emitowanej przez telewizję Polsat, edycji programu Dancing with the Stars. Taniec z gwiazdami (2016). Współprowadziła program talent show Polsatu World of Dance Polska (2018).
W 2020 z Karoliną Borowską założyła markę modową Rêves.

## Życie prywatne
Jej narzeczonym był Cezary Nowak, z którym ma syna, Aleksego (ur. 2019). Obecnie spotyka się z innym partnerem, z którym ma córkę, Anielę (ur. 2025).

## Filmografia
| Rok                | Tytuł                           | Rola                                                     | Uwagi                             |
| ------------------ | ------------------------------- | -------------------------------------------------------- | --------------------------------- |
| 2005               | Niania                          | Andżelika                                                | odc. 11                           |
| 2008               | Hela w opałach                  | dziewczyna w szkole                                      | odc. 54                           |
| 2009               | Plebania                        | Marieta                                                  | odc. 1211, 1226, 1229, 1230, 1273 |
| 2009–2011          | Na Wspólnej                     | „Ruda”                                                   |                                   |
| 2010               | Prosto w serce                  | Sabrina                                                  |                                   |
| 2011               | Ojciec Mateusz                  | Wiktoria Kozakiewicz                                     |                                   |
| 2011               | Księstwo                        | Małgorzata, dziewczyna Zbyszka                           |                                   |
| 2011               | Instynkt                        | Lidia „Andżelika” Rychter                                |                                   |
| 2011–2012          | Plebania                        | Kasia Cieplak                                            |                                   |
| 2011–2020, od 2025 | Rodzinka.pl                     | Magda, żona Tomka                                        |                                   |
| 2012–2014          | Galeria                         | Joasia                                                   |                                   |
| 2012               | Prawo Agaty                     | Julia Kowerska                                           | odc. 26                           |
| 2012               | Na dobre i na złe               | Marta, dziewczyna Marka                                  | odc. 485                          |
| 2014               | Munio: Strażnik Księżyca        | Glim (głos)                                              |                                   |
| 2015               | Wkręceni 2                      | gimnazjalistka na dworcu Warszawa Centralna              |                                   |
| 2015               | Ojciec Mateusz                  | Monika                                                   | odc. 166                          |
| 2016–2019          | M jak miłość                    | Justyna Górska, była narzeczona Franka Zarzyckiego       |                                   |
| 2016               | Belfer                          | dziewczyna w klubie                                      | odc. 4                            |
| 2016               | Singielka                       | Sandra Kempa, córka Krzysztofa                           |                                   |
| 2017               | Lekarze na start                | Justyna, dziewczyna w trzydziestym drugim tygodniu ciąży | odc. 30                           |
| 2018               | W rytmie serca                  | Anna Wiśniewska, matka Jasia                             | odc. 24                           |
| 2018               | Za marzenia                     | niania dzieci Anielaka                                   | odc. 6                            |
| 2018               | Komisarz Alex                   | Paulina Morańska, asystentka Kurowskiego                 | odc. 142                          |
| 2018               | Dom pełen życia                 | Olga Kalicka, nauczycielka tańca Olgi i Emilki           | odc. 2                            |
| 2019               | Годунов (Godunow. Prodołżenije) | Maryna Mniszchówna                                       |                                   |
| 2020               | O mnie się nie martw            | Klara                                                    | odc. 153                          |
| 2020               | Czarny młyn                     | kobieta kupująca czereśnie                               |                                   |
| 2021               | Dziewczyny z Dubaju             | Kamila                                                   |                                   |
| 2021               | Ojciec Mateusz                  | Daria                                                    | odc. 331                          |
| 2023               | Archiwista II                   | Paulina Izerska                                          | odc. 6                            |
| 2024               | Dziewczyna influencera          | influencerka Viola                                       |                                   |
| 2025               | Na dobre i na złe               | Carmen Zalewska                                          | odc. 943                          |